# Hawaiian Poi Dog
Il cane poi hawaiano (in Lingua hawaiana: ʻīlio o ʻīlio mākuʻe) è una razza estinta di cane pariah delle Hawai. Essa veniva usata dai nativi hawaiani come protettore spirituale dei bambini e come fonte di cibo.